# Andreea Ana
Andreea Beatrice Ana (Mangalia, 14 novembre 2000) è una lottatrice rumena, specializzata nella lotta libera.

## Palmarès
- Europei

Bucarest 2019: bronzo nei 55 kg.
Varsavia 2021: bronzo nei 55 kg.
Budapest 2022: oro nei 55 kg.
Zagreb 2023: oro nei 55kg.
Bucarest 2024 oro nei 55kg.